# Bipsići
Bipsići (u originalu The Biskitts) animirana je TV serija studija Hanna-Barbera, koja se 80-ih godina prošlog stoljeća prikazivala na tadašnjoj Televiziji Zagreb. 

## Radnja
Bipsići (eng. The Biskitts) su maleni psi koji su dobili ime prema psećim kolačićima (dog biscuits), jer su te veličine. Dobili su na čuvanje kraljevsko blago, kojeg se želi domoći zli kralj Maks uz pomoć svog sluge, dvorske lude Šekija.
Tvorci "Bipsića" su u stvaranju svog crtića bili inspirirani Robinom Hoodom, kao i "Štrumpfovima".

## Vanjske poveznice
- Bipsići u internetskoj bazi filmova IMDb-a